# Simeon D. Fess
Simeon D. Fess (Harrod, 1861. december 11. – Washington, 1936. december 23.) az Amerikai Egyesült Államok szenátora (Ohio, 1923–1935).